# Kandern
Kandern est une petite ville allemande de l'arrondissement de Lörrach dans le Bade-Wurtemberg.

## Histoire
Le 25 octobre 1796, eut lieu le combat de Kandern, lors de la défense du pont de Huningue, qui opposa les troupes françaises, aux troupes autrichiennes. S'y distinguèrent la 3e demi-brigade légère de deuxième formation , les 56e et 89e demi-brigade de deuxième formation et le 4e régiment de chasseurs à cheval.
Elle fut le théâtre d'une bataille, la bataille de Kandern (de) qui opposa, le 20 avril 1848, des troupes du grand-duché de Hesse commandées par le général Friedrich von Gagern aux révolutionnaires républicains menés par Friedrich Hecker. Les révolutionnaires subirent une défaite mais von Gagern fut tué au cours des affrontements.

## Personnalités liées à la ville
- John Sutter (1803-1880), pionnier né à Kandern.
- Friedrich Seger (1867-1928), homme politique né à Wollbach.

## Jumelage
- Soufflenheim (France) depuis 1985